# Asianidia vallicola
Asianidia vallicola är en insektsart som först beskrevs av Lindberg 1954.  Asianidia vallicola ingår i släktet Asianidia och familjen dvärgstritar. Inga underarter finns listade i Catalogue of Life.